# 남자는 괴로워 32 - 토라, 스님이 되다
남자는 괴로워 32 - 토라, 스님이 되다(男はつらいよ 口笛を吹く寅次郞: Tora-san Goes Religious?)는 일본에서 제작된 야마다 요지 감독의 1983년 코미디 영화이다. 아츠미 키요시 등이 주연으로 출연하였다.

## 출연

### 주연
- 아츠미 키요시
- 바이쇼 치에코

### 조연
- 타케시타 케이코
- 나카이 키이치
- 스기타 카오루
- 마츠무라 타츠오
- 나가토 이사무
- 쿠마 레너드
- 마에다 긴
- 시모조 마사미
- 미사키 치에코
- 요시오카 히데타카
- 다자이 히사오
- 류 치슈